# Colegio de San Pablo (Macao)
El colegio de San Pablo (en portugués, Colegio de Sao Paulo) fue un establecimiento educativo jesuita en Macao.

## Historia
El antecedente del colegio sería una escuela regida por jesuitas y conocida bajo el nombre de Escuela de la Madre de Dios (en portugués, Escola de la Madre de Deus). En 1594 el general de la Compañía de Jesús, Claudio Acquaviva, autorizó elevar esta institución a colegio. La nueva institución incluía dos seminaries, una Universidad con tres facultades (artes, filosofía y teología), una escuela primaria y otra dirigida a la enseñanza de música y artes.
El principal artífice de esta fundación como colegio fue el jesuita Alessandro Valignano, S.J. La advocación del colegio replicaba la del colegio de la Compañía de Jesús en la Goa portuguesa, otro de los enclaves de esta monarquía en Asia.
Desde su fundación, el colegio de San Pablo sirvió como centro de formación y enseñanza de lenguas a los jesuitas que era enviados a China y Japón. Entre sus alumnos se encontraron: los jesuitas Michele Ruggieri y Matteo Ricci, autores del primer diccionario chino-lengua occidental; Joao Rodrigues, autor del primer diccionario japonés-lengua occidental (portugués); el teólogo y jesuita Pedro de la Cruz; el matemático y consejero político del emperador de China Shunzhi, el jesuita Johann Adam Schall von Bell; o el también matemático y jesuita Ferdinand Verbiest.
La expulsión de los jesuitas de Portugal en 1762 supuso el fin del colegio, cuyas instalaciones serían destinadas a usos militares desde 1789.
La iglesia y el colegio serían destruidos en 1835 como consecuencia de un incendio. Sus ruinas se mantienen en pie y constituyen unas de las mayores atracciones turísticas de la ciudad de Macao.

## Descripción
El colegio se encontraba situado en lo alto de una de las colinas que conforman la ciudad de Macao. La elevación en la que se alzaba el colegio era la misma sobre la que estaba construida la Fortaleza del Monte. En concreto su iglesia se encontraba al final de una escalinata que daba acceso también el colegio.
La iglesia se alineaba en un eje norte-sur, con la cabecera orientada al norte. El templo era un templo de una sola nave.  Al este del templo se disponía el edificio que albergaba la casa profesa. 
En la zona derecha de las escaleras de acceso a la iglesia se disponían el edificio del colegio y otros edificios.